# Le Signe du taureau
Le Signe du taureau est un roman de Guy Rachet publié en 1987.

## Résumé
César Borgia est le fils du vice-chancelier de l’Église Roderigo. Il vit chez sa cousine à Orsini avec Orso. Giulina est promise à Orso mais elle préfère César. Mais César va faire des études de prêtre, Giulina épouse Orso, et Roderigo l’engrosse. César est évêque de Pampelune à 16 ans. Innocent VIII meurt, Roderigo devient Alexandre VI et développe la justice italienne. César devient cardinal de Valence, il sauve son frère Giovanni d’une charge de taureau et quitte la robe. En 1500, César est capitaine des troupes du Saint-Siège (gonfalonnier) et son ingénieur militaire est Léonard de Vinci. César prend les conseils de Machiavel et devient maître de presque toutes les Romagnes. Il est tué en 1507.